# Miguel Ricardo de Álava
Miguel Ricardo de Álava y Esquível, né à Vitoria (pays basque espagnol) le 7 février 1772 et mort à Barèges (France) le 14 juillet 1843 est un militaire, homme d'État et diplomate espagnol, président du Conseil des ministres en 1835.
À Bruxelles, en 1815 il était un des participants au Bal de la Duchesse de Richmond à la veille de la bataille des Quatre-Bras.